# Гордю войвода
Гордю войвода (около 1650 – 1680) е български хайдутин, защитник на българите в Родопите.
Гордю е роден в Златоград и писан в турски документ от 1720 г. Бранил е българите в Родопите от турски грабежи, жестокости и помохамеданчване. С голяма маса от хора се оттегля в планината в района на Девин. Ибрахим ага на няколко пъти се опитва да превземе неговата твърдина, наречена впоследствие „Градище“. Когато най-сетне турците подпалват крепостта, Гордю брани оттеглящите се към Грохотно, Гьоврен и Триград българи. След сраженията войводата почива от раните си в в манастира „Света Богородица“. Днес в Златоград има монумент издигнат в негова памет.
На десетина километра на североизток от сегашното село Забърдо, се намирало първоначалното селище, на пътя за Чудните мостове. Там, при Чуката, в местността Айдарски камък се намирала твърдината Заград, която през 1680 г. била обсадена от нашествениците. Хайдутите не приемат покана да се предадат и правят отчаян и частично успешен пробив, като се изтеглят в посока селата Беден и Девин. Тези, които са заловени живи от поробителите, заедно с конете им са хвърляни, според легендата, в една пропаст.
Когато един ден спелеолози проникват в посочената от легендите пропаст, наричана Челевчшница, се натъкват на находки от човешки и конски останки и други артефакти. Намерени са оръжия: мечове и върхове на пики и копия, а също така и остатъци от конски амуниции. Една част от находките са предадени в Пловдивския археологически музей, а други в Спелеолологическия музей в град Чепеларе.